# Lonchophylla robusta
Lonchophylla robusta es una especie de murciélago de la familia Phyllostomidae.

## Distribución geográfica
Se encuentra en Colombia, Costa Rica, Ecuador, Nicaragua, Panamá, Perú, y Venezuela. 